# Valfunde/Amesoeurs
Valfunde / Amesoeurs è uno split tra due gruppi musicali black metal francesi : Valfunde e Amesoeurs. È stato pubblicato nel novembre 2007 da parte della De Profundis. Le prime due tracce dell'album sono dei Valfunde, mentre la terza è degli Amesoeurs.

## Tracce
1. Hôpital - 02.22
2. Sérénade de Verlaine  - 04.28
3. Les Ruches Malades - 04.17

## Formazione

### Valfunde
1. Audrey Sylvain - voce
2. Famine - voce, chitarre
3. Neige - basso, organo

### Amesoeurs
1. Audrey Sylvain – voce
2. Neige – chitarra, basso
3. Winterhalter - batteria